# Eva-Maria Schumacher
Eva-Maria Schumacher (* 5. August 1935 in Darmstadt; † 13. Dezember 2009 in München) war eine deutsche Bürgermeisterin (SPD).

## Werdegang
Schumacher schloss ihr Studium als Diplom-Verwaltungswirtin ab und arbeitete beim Arbeitsamt München. Bei der Bürgermeisterwahl in Fürstenfeldbruck im Frühjahr 1990 zwang sie Amtsinhaber Max Steer (CSU) in die Stichwahl. Steer lag zunächst elf Stimmen vorne. Nach einer Neuauszählung wurde Schumacher zur Wahlsiegerin erklärt. Sie war in den Jahren 1990 bis 1996 Bürgermeisterin.
Gleich nach Übernahme der Amtsgeschäfte ließ sie den Bau des gläsernen Stadtsaals in Fürstenfeld stoppen und leitete eine Umplanung ein. Für die Vermarktung des Industriegebiets in der Hasenheide wurde die Entwicklungsgesellschaft Industha gegründet und ihr gelang es, die Europazentrale von National Semiconductor in Fürstenfeldbruck anzusiedeln.
Nach ihrer Wahlniederlage im Jahr 1996 verkaufte sie 1999 ihr Haus in Fürstenfeldbruck und zog nach Memmingen, im Jahr 2004 schließlich nach Vinaròs in Spanien. Sechs Wochen vor ihrem Tod kehrte sie zur medizinischen Behandlung wieder nach Deutschland zurück. Am 13. Dezember 2009 erlag sie im Alter von 74 Jahren in der Pasinger Klinik einer schweren Krankheit.